# 黄连珍
黄连珍（1968年8月—），浙江临安人，汉族，中国共产党党员。中华人民共和国政治人物、第十三届全国人民代表大会解放军和武警部队代表。

## 生平
2018年，黄连珍被选为解放军和武警部队出席第十三届全国人民代表大会代表。
2019年信息显示，黄连珍任空军95851部队（驻南京）研究员。